# Monolene maculipinna
Monolene maculipinna es una especie de pez de la familia Bothidae en el orden de los Pleuronectiformes.

## Hábitat
Es un pez de mar.

## Morfología
• Pueden llegar alcanzar los 18 cm de longitud total.

## Distribución geográfica
Se encuentra en las  costas centrales del Pacífico Oriental (desde Costa Rica en Perú). También se encuentra en Nicaragua.